# Austrijska ženska softbolska reprezentacija
Austrijska ženska softbolska reprezentacija predstavlja državu Austriju u športu softbolu.
Krovna organizacija: 

## Sudjelovanja na EP
- Rovereto 1979.: nisu sudjelovale
- Haarlem 1981.: nisu sudjelovale
- Parma 1983.: nisu sudjelovale
- Antwerpen/Anvers 1984.: nisu sudjelovale
- Antwerpen/Anvers 1986.: nisu sudjelovale
- Hørsholm 1988.: nisu sudjelovale
- Genova 1990.: nisu sudjelovale
- Bussum 1992.: nisu sudjelovale
- Settimo Torinese 1995.: nisu sudjelovale
- divizija "B", Prag 1997.: 7.
- divizija "B", Antwerpen/Anvers 1999.: 3.
- divizija "B", Beč 2001.: 5.
- divizija "B", Caronno, Pertusella-Saronno, Italija 2003.: 2.
- divizija "B", Prag 2005.: 2. (plasirale se u "A" diviziju)
- divizija "A", Amsterdam 2007.: 6.